# Can Peiró
Can Peiró és una casa de Sant Agustí de Lluçanès (Osona) inclosa a l'Inventari del Patrimoni Arquitectònic de Catalunya.

## Descripció
Edifici de planta rectangular ¡ tres naus. La nau cental té coberta a dues aigües, mentre que les laterals, de menys alçada, tenen una sola vessant. El conjunt presenta dos pisos i unes golfes que sols ocupen la part central. L'ala dreta de la construcció és nova i està feta amb maó i ciment. A la resta de l'edifici les obertures en el mur de pedra irregular i poc morter conserven les llindes de pedra. A la part del darrere de la casa s'hi han fet obertures noves.

## Història
L'estructura de la casa i els materials que s'han utilitzat classifiquen aquesta construcció en els segles xviii i xix.